# 錦箱龜
錦箱龜（學名：Terrapene ornata）是箱龜屬下的一種龜。主要生活在北美洲，1986年成為堪薩斯州的州爬行動物。

## 亞種
錦箱龜有兩個亞種，即Terrapene ornata ornata (Agassiz, 1857)和Terrapene ornata luteola (Smith & Ramsey, 1952)。

## 保護
在美國印第安那州，錦箱龜是瀕危物種。

## 外部連結
- Chelonia.org: Box Turtles （页面存档备份，存于）